# Domänenstraße (Trier)
Die Domänenstraße  ist eine Straße im Trierer Stadtteil Kürenz. Sie ist die Hauptstraße von Alt-Kürenz und verbindet die Schönbornstraße mit der Avelsbacher Straße. Benannt ist die Straße nach der staatlichen Weindomäne Trier. Durch die Straße verkehrt eine Buslinie zur Universität Trier. Die Bebauung besteht hauptsächlich aus Wohngebäuden, vereinzelt befinden sich in der Straße gewerblich genutzte Gebäude sowie ein Kindergarten.

## Gebäude
In der Straße gibt es verschiedene bedeutende Kulturdenkmäler, unter anderem das Kürenzer Schlösschen mit seinem Schlosspark. An der Domänenstraße 94 steht die Katholische Pfarrkirche St. Bonifatius, die sowohl straßenbild- als auch innerhalb von Kürenz ortsbildprägend ist (siehe Bild). Als Baudenkmäler sind außerdem die Häuser Nr. 29 und 38 eingestuft. Als bemerkenswerte historische Gebäude, die im 20. Jahrhundert abgerissen wurden, sind die klassizistischen Häuser Nr. 24, 30 und 40 zu nennen.

## Verkehr
Die Domänenstraße ist Teil eines Entwurfs zur Verkehrsverbesserung in stark verkehrsbelasteten Straßen in Kürenz, insbesondere hinsichtlich Lärm- und Abgasbelastung. Der Stadtteil Kürenz ist nämlich sowohl durch Berufsverkehr als auch Verkehr zur Universität hinsichtlich der genannten Belastungen stark beeinträchtigt.
An der Ecke Avelsbacher Straße befand sich ab 1964 eine Tankstelle von Aral, die 2014 jedoch stillgelegt und abgerissen wurde. Laut Angaben des Betreibers habe sich die Tankstelle wirtschaftlich nicht mehr rentiert. Wie bereits mit Bekanntgabe der Schließung der Tankstelle geplant, wurde auf dem Grundstück ein Wohngebäude errichtet, das 2018 fertiggestellt war.
|  | Denkmalzone sogenanntes Kürenzer Schlösschen (Zum Schlosspark 62): ehemaliger Gutshof                                                                   |
|  | Domänenstraße 29: dreigeschossiges Eckwohn- und Geschäftshaus mit mehrfarbiger Klinkerfassade und hochgezogenem Schieferdach, um 1900                   |
|  | Domänenstraße 38: ehemalige Metzgerei und Gastwirtschaft; stattlicher Backsteinbau mit mehrfarbiger Klinkerfassade und hochgezogenem Schieferdach, 1904 |
|  | Frühere Tankstelle Ecke Domänenstraße – Avelsbacherstraße, 2014 abgerissen                                                                              |
|  | Bau der Wohnanlage anstelle der Tankstelle |